# 文京区歌
『文京区歌』（ぶんきょうくか）は、東京都文京区の特別区歌である。佐藤春夫作詞・弘田龍太郎作曲。

## 解説
戦時下の東京都制による特別区設置から35区→23区への再編が一段落した1949年（昭和24年）に新宿区が「大新宿区の歌」、港区が「港区歌」と都心部で区歌を制定する動きが相次いだことから、文京区においても審査委員会が設置され歌詞の一般公募を行った。応募作は224篇で、1951年（昭和26年）の年明けに区内の会社員が応募した歌詞を入選作品として採用することが一旦は発表される。ところが、発表された歌詞に対して前年8月制定の「山梨県の歌」と歌詞が酷似しているとして盗作の嫌疑が浮上し、賞を剥奪されることになった。この時に賞を剥奪された当初の入選者は同年8月に「神戸市歌」の一般公募で入選し、汚名を返上している。
この騒動により入選作が使用不可能になったものの再募集や佳作の繰り上げ採用などは行わず、区内の関口に居住していた詩人の佐藤春夫と同じく区内の弥生に居住していた作曲家の弘田龍太郎にそれぞれ作詞と作曲を依頼し、3月1日付で制定された。
区内に本社を置くキングレコードが1978年（昭和53年）に区から委託を受けてA面にキング合唱団が歌唱する区歌、B面に文京区観光協会の選定で春日八郎と香川万知子が歌唱する「文京音頭」および斉藤京子が歌唱する「文京小唄」を収録したシングル盤（規格品番：NDS-251）を製造しており、区の公式サイトではこのレコードを音源とする区歌の歌唱が公開されている。歌詞と旋律はいずれも、2015年（平成27年）12月末までに著作権の保護期間を満了した。